# Défiler
Défiler is een nummer van de Belgische rapper Stromae uit 2018.
Het nummer is uitgebracht om een Capsule N°5 te promoten, de kledinglijn die Stromae samen met zijn vrouw maakt. Stromae maakte en produceerde de track speciaal voor de bijbehorende modeshow en besloot om het ook maar 'los' uit te brengen. "Défiler" is een lang en donker nummer, waarin Stromae zingt over de consumptiemaatschappij en het oppervlakkige bestaan. Dat doet hij niet per se om te bekritiseren, hij ziet het meer als analyse. "Maar... We zijn wel erg gefocust op ons uiterlijk. Iedereen op Instagram is een ster. Iedereen wil er goed uit zien. Misschien focussen we ons op meer op het uiterlijk," aldus Stromae. Het nummer werd was vooral in Wallonië succesvol, waar het de 7e positie behaalde. In de Vlaamse Ultratop 50 werd de 29e positie gehaald.